# Weinwirtschaftsjahr
Das Weinwirtschaftsjahr ist das Geschäftsjahr für Unternehmen der Weinwirtschaft und im Marktordnungsrecht der EG. Es beginnt am 1. August des Kalenderjahres und endet am 31. Juli.